# Убийство с камъни
Убийството с камъни е начин за екзекуция, при който група хора хвърлят камъни по екзекутирания, докато той умре. При този вид екзекуция няма отделен палач и не може да се определи кой от участниците е причинил смъртта на екзекутирания. За сметка на това смъртта настъпва бавно, поради което в съвременната Западна култура убийството с камъни се смята за мъчение. Тъй като е описано в Шариата, то продължава да се практикува като легална форма на екзекуция в редица мюсюлмански страни - Бруней, Ирак, Иран, Йемен, Катар, Мавритания, Обединените арабски емирства, Саудитска Арабия, Сомалия, Судан и части от Индонезия, Нигерия и Пакистан.